# 千賀恒夫
千賀 恒夫（せんが つねお、1908年（明治42年） -  没年不明）は、日本の建築家。
1932年（昭和7年）に横浜高等工業学校（現・横浜国立大学）を卒業後、宮内省入省。
1933年（昭和8年）内匠寮匠生に採用され、1937年（昭和12年）に宮内技手となる。二代目宮内省庁舎（現・宮内庁庁舎）、楽部庁舎などの設計に携わった。1945年（昭和20年）に退官。